# Madrid
 Ovo je glavno značenje pojma Madrid. Za druga značenja pogledajte Madrid (razdvojba).
Madrid je glavni grad Španjolske od 1561. Grad Madrid ima 3.228.359 stanovnika po popisu stanovništva iz 2005. godine, dok istoimena regija ima 5.561.748 stanovnika.

## Zemljopisni položaj
Madrid je smješten u središtu Španjolske, na koordinatama 40°23'N, 3°43'W, na 667 m nadmorske visine.

## Povijest

### Osnivanje
Prvo naselje na području današnjeg Madrida osniva arapski emir Muhamed I., u drugoj polovici 9. stoljeća (između 860. i 880. godine), podižući gradinu vojnog te vjerskog karaktera, tzv. ribat, na lijevoj obali rijeke Manzanares, na mjestu gdje se danas nalazi kraljevska palača. Uskoro postaje poznata pod imenom Mayrit ( Magerit - u kasteljiziranoj formi). Dakle, Madrid se rodio kao ribat, tj. zajednica vojnog, ali i vjerskog karaktera, gdje su se muslimanski borci pripremali za džihad, sveti rat.

### Rekonkvista
Alfons VI. Hrabri (Alfonso VI), kralj Kastilje i Leóna, godine 1079. sa sjevera pokreće ofenzivu, kojoj je cilj zauzimanje Toleda, gdje mu se na putu nalazio Mayrit. Godine 1083. Madrid konačno pada u ruke kršćana i biva naseljen pukom sa sjevera poluotoka.

### Madrid Habsburgovaca i Burbona
Veći značaj Madrida počeo je u srednjem vijeku, 1561 g., kada ga je kralj Filip II. (Felipe II.) proglasio prijestolnicom Kraljevine Kastilje i Leona, te iz Toleda, dotadašnje prijestolnice, u njega seli svoj dvor. Jedino se u intervalu između 1601. g. i 1606. godne sjedište Španjolske seli u Valladolid.
U vrijeme tzv. modernog doba od XVI. do XVII. st. Madrid se konsolidira kao prijestolnica nove države, Španjolske. Iza smrti Karla II. (Carlos II), posljednjeg kralja iz habsburške dinastije na španjolskom dvoru, dolaze na vlast francuski Burbonci (los Borbones ) u veljači 1701. godine.
Prvi vladar iz dinastije Burbonaca je Filip V. (Felipe V), unuk Luja XIV. 
Za vrijema vladanja Karla III. (Carlos III) napravljeno je puno na pretvorbi Madrida u svjetsku prijestolnicu, uvodeći javnu rasvjetu, urbanizirajući ga s prostranim trgovima s vodoskocima te raskošnim palačama okolo njih.

### Građanski rat
Španjolski građanski rat počinje u noći 17. lipnja 1936. kada i do Madrida stižu prve vijesti o pobuni vojske kojoj je na čelu general Francisco Franco, inicirane u španjolskom protektoratu u Maroku. Pobunjenicima je cilj bio ući u grad i srušiti vladu Španjolske "druge" republike. Madrid se pretvorio u tadašnju svjetsku scenu na kojoj se odigravala bitka između fašizma i slobode. I na jednu i na drugu stranu stizala je pomoć u materijalu i ljudstvu iz cijelog svijeta. 28. ožujka 1939. godine trupe generala Franca zauzele su grad dok za to vrijeme tisuće Madriđana bježe prema lukama i preko njih odlaze u druge zemlje, spašavajući tako goli život.

### Novi Madrid
U poratno vrijeme grad se obnavlja od teških razaranja. Nakon mračnih 50-ih godina XX. stoljeća, dolazi vrijeme nepovratnog napretka u razmišljanju, modernizaciji industrije i prometnog povezivanja zemlje u kojoj najbitnije mjesto zauzima, dakako, Madrid. Doživljava demografsku eksploziju. Stotine tisuća ljudi se seli iz sela u grad. 
Nakon Francove smrti 1975. godine i dolaska na vlast kralja Ivana Karla I. (Juan Carlos I.), dolazi do uspostave demokratskog poretka. Ustavom iz 1978. godine Madrid je potvrđen glavnim gradom Španjolske.
Godine 1979., po prvi put demokratskim putem, dolazi na funkciju gradonačelnika, socijalist, Enrique Tierno Galván.

## Administracija i politika
Gradom upravlja gradsko poglavarstvo (španj. Ayuntamiento) čiji se predstavnici biraju svake četiri godine općim pravom glasa svih građana starijih od osamnaest godina.
Gradskom poglavarstvu je na čelu gradonačelnik. 
Nakon lokalnih izbora u svibnju 2007 godine ponovno je izabran na to, među Madriđanima izuzetno poštovano, mjesto Alberto Ruiz-Gallardón, kojeg neki več vide kao nasljednika Mariana Rajoya (Rajoy - hrv. Rahoj) predsjednika najjače španjolske oporbene stranke Partido Popular (hrv. Narodna stranka).

## Ekonomija
Madrid je poznat kao "lokomotiva" Španjolske. Jedan je od najvećih europskih ekonomskih centara i najveći u Španjolskoj.

## Promet
Madridski je javni prijevoz jedan od najučinkovitijih na svijetu. Sastoji se od mreže metroa, prigradskih željeznica (španj. Cercanias) i gradskih autobusa.
Glavna madridška zračna luka je Zračna luka Madrid-Barajas, smještena 12 km sjeveroistočno od centra grada. Madrid ima i manju zračnu luku, Zračna luka Madrid-Cuatro Vientos, koja služi za vojno-civilne svrhe.

## Demografija
| Godina | Grad      | Regija    | Postotak |
| 1897   | 542.739   | 730.807   | 74,27    |
| 1900   | 575.675   | 773.011   | 74,47    |
| 1910   | 614.322   | 831.254   | 73,90    |
| 1920   | 823.711   | 1.048.908 | 78,53    |
| 1930   | 1.041.767 | 1.290.445 | 80,73    |
| 1940   | 1.322.835 | 1.574.134 | 84.04    |
| 1950   | 1.553.338 | 1.823.418 | 85,19    |
| 1960   | 2.177.123 | 2.510.217 | 86,73    |
| 1965   | 2.793.510 | 3.278.068 | 85,22    |
| 1970   | 3.120.941 | 3.761.348 | 82,97    |
| 1975   | 3.228.057 | 4.319.904 | 74,73    |
| 1981   | 3.158.818 | 4.686.895 | 67,40    |
| 1986   | 3.058.812 | 4.780.572 | 63,98    |
| 1991   | 3.010.492 | 4.647.555 | 64,78    |
| 1996   | 2.866.850 | 5.022.289 | 57,08    |
| 2001   | 2.938.723 | 5.423.384 | 54,19    |
| 2004   | 3.099.834 | 5.804.829 | 53,40    |
| 2005   | 3.155.359 | 5.964.143 | 52,90    |

## Kultura i sport

### Kultura
- Kazališta
- Galerije

#### Muzeji
U Madridu se nalazi mnoštvo muzeja među kojima najznačajnije mjesto zauzima muzej Prado koji čuva jednu od najvećih pinakoteka na svijetu. 
- - Museo Nacional del Prado
  - Museo Tyssen-Bornemisza
  - Nacionalni muzej kraljice Sofije (Museo Nacional Reina Sofía)
  - Nacionalni arheološki muzej (Museo Arqueológico Nacional)

### Sport
- Košarka 
  - Real Madrid Baloncesto
- Nogomet 
  - Real Madrid
  - Atlético Madrid
  - Getafe C.F.
  - Rayo Vallecano
- Rukomet
- Vaterpolo
- Odbojka

## Znamenitosti
- Muzej Prado
- La puerta del Sol
- La Plaza de Oriente
- La Plaza Mayor
- La Plaza de España
- La Plaza de Colón
- El Paseo del Prado
- La Plaza de Santa Ana
- Wanda Metropolitano
- Santiago Bernabeu

## Gradovi prijatelji
| Asunción, Paragvaj             | Berlin, Njemačka        |
| Bogotá, Kolumbija              | Budimpešta, Mađarska    |
| Buenos Aires, Argentina        | Bruxelles, Belgija      |
| Bordeaux, Francuska            | Caracas, Venezuela      |
| Guatemala, Guatemala           | Havana, Kuba            |
| La Paz, Bolivija               | Lima, Peru              |
| Lisabon, Portugal              | Managua, Nikaragva      |
| Manila, Filipini               | Mexico City, Meksiko    |
| Montevideo, Urugvaj            | Moskva, Rusija          |
| Nouakchott, Mauretanija        | New York, SAD           |
| Panama, Panama                 | Pariz, Francuska        |
| Peking, Kina                   | Prag, Češka             |
| Quito, Ekvador                 | Rabat, Maroko           |
| Rio de Janeiro, Brazil         | Rim, Italija            |
| San José, Kostarika            | San Juan, Portoriko     |
| San Salvador, Salvador         | Santiago de Chile, Čile |
| Santo Domingo, Dominikanska R. | Sarajevo, BIH           |
| Tegucigalpa, Honduras          | Varšava, Poljska        |

## Vanjske poveznice
- Stranica Gradskog poglavarstva - Javni prijevoz
- Digitalni vodič
- Madripedia  Arhivirana inačica izvorne stranice od 21. lipnja 2010. (Wayback Machine)

### Ostali projekti
|  | Zajednički poslužitelj ima stranicu o temi Madrid |